# Calcio Monza 1983-1984
Questa pagina raccoglie le informazioni riguardanti il Calcio Monza nelle competizioni ufficiali della stagione 1983-1984.

## Stagione
In questa stagione il Monza riconferma l'allenatore Guido Mazzetti, che viene sostituito ai primi di dicembre da Alfredo Magni.
Miglior marcatore di stagione con 7 reti Lorenzo Marronaro.
Nella Coppa Italia i biancorossi terminano il girone 6 delle qualificazioni in quarta posizione, imbattuta ma anche senza vittorie, incasellando cinque pareggi su cinque incontri.

## Divise e sponsor
Lo sponsor ufficiale per la stagione 1983-1984 è Ponteggi Dalmine.
| Casa | Trasferta |

## Rosa
| N. |                   | Ruolo | Calciatore          |
| -- | ----------------- | ----- | ------------------- |
|    | Italia (bandiera) | D     | Saverio Albi        |
|    | Italia (bandiera) | A     | Claudio Ambu        |
|    | Italia (bandiera) | C     | Luigi Andreoni      |
|    | Italia (bandiera) | D     | Marco Billia        |
|    | Italia (bandiera) | C     | Marco Bolis         |
|    | Italia (bandiera) | C     | Angelo Colombo      |
|    | Italia (bandiera) | D=    | Roberto Fontanini   |
|    | Italia (bandiera) | D     | Angiolino Gasparini |
|    | Italia (bandiera) | D     | Viviano Guida       |
|    | Italia (bandiera) | C     | Giovanni Lorini     |
|    | Italia (bandiera) | A     | Lorenzo Marronaro   |

| N. |                   | Ruolo | Calciatore        |
| -- | ----------------- | ----- | ----------------- |
|    | Italia (bandiera) | P     | Poerio Mascella   |
|    | Italia (bandiera) | C     | Giorgio Papais    |
|    | Italia (bandiera) | D     | Ernesto Peroncini |
|    | Italia (bandiera) | A     | Emilio Pessina    |
|    | Italia (bandiera) | C     | Maurizio Ronco    |
|    | Italia (bandiera) | C     | Carlo Rossi       |
|    | Italia (bandiera) | C     | Fulvio Saini      |
|    | Italia (bandiera) | D     | Marco Saltarelli  |
|    | Italia (bandiera) | A     | Stefano Serandrei |
|    | Italia (bandiera) | P     | Alberto Torresin  |

## Risultati

### Serie B

#### Girone di andata
| Arbitro: | Vitali (Bologna) |

|                          |           |                      |
| Cipriani 54’ Bagnato 62’ | Marcatori | 90’ (rig.) Marronaro |

| Arbitro: | Ongaro (Rovigo) |

|                                 |           |  |
| Ambu 2’ Ronco 36’ Marronaro 45’ | Marcatori |  |

| Arbitro: | Esposito (Torre del Greco) |

|                               |           |               |
| Gabriele 23’, 45’ Barozzi 82’ | Marcatori | 37’ Peroncini |

| Monza 2 ottobre 1983 4ª giornata | Monza  | 0 – 0 | Cavese | Stadio Gino Alfonso Sada\| Arbitro: \| Boschi \| |
| Arbitro:                         | Boschi |       |        |                                                  |

| Arbitro: | De Marchi (Novara) |

|              |           |  |
| Di Carlo 80’ | Marcatori |  |

| Arbitro: | Ballerini (La Spezia) |

|           |           |  |
| Ronco 67’ | Marcatori |  |

| Catanzaro 23 ottobre 1983 7ª giornata | Catanzaro      | 0 – 0 | Monza | Stadio Militare\| Arbitro: \| Leni (Perugia) \| |
| Arbitro:                              | Leni (Perugia) |       |       |                                                 |

| Arbitro: | Ciulli (Roma) |

|  |           |            |
|  | Marcatori | 44’ Vialli |

| Arbitro: | Bianciardi (Siena) |

|           |           |               |
| Da Re 14’ | Marcatori | 37’ Peroncini |

| Arbitro: | Facchin (Udine) |

|                         |           |              |
| Marronaro 2’ Lorini 69’ | Marcatori | 34’ Esposito |

| Arbitro: | Pirandola (Lecce) |

|               |           |  |
| Colasanto 90’ | Marcatori |  |

| Arbitro: | Magni (Bergamo) |

|            |           |                      |
| Lorini 59’ | Marcatori | 77’ (rig.) Turchetta |

| Arbitro: | Polacco (Conegliano) |

|             |           |  |
| Gozzoli 53’ | Marcatori |  |

| Arbitro: | Sguizzato (Verona) |

|           |           |           |
| Ronco 31’ | Marcatori | 51’ Soldà |

| Arbitro: | Lamorgese (Potenza) |

|                         |           |            |
| Tacchi 58’ Ugolotti 86’ | Marcatori | 70’ Papais |

| Pescara 31 dicembre 1983 16ª giornata | Pescara | 0 – 0 | Monza |  |

| Arbitro: | Leni (Perugia) |

|                   |           |  |
| Papais 51’ (rig.) | Marcatori |  |

| Cagliari 15 gennaio 1984 18ª giornata | Cagliari        | 0 – 0 | Monza | Stadio Sant'Elia\| Arbitro: \| Facchin (Udine) \| |
| Arbitro:                              | Facchin (Udine) |       |       |                                                   |

| Arbitro: | Tubertini (Bologna) |

|               |           |  |
| Fontanini 39’ | Marcatori |  |

#### Girone di ritorno
| Arbitro: | Ongaro (Rovigo) |

|                      |           |  |
| Di Chiara 82’ (aut.) | Marcatori |  |

| Arbitro: | Boschi (Parma) |

|  |           |                                  |
|  | Marcatori | 20’ Peroncini 37’, 84’ Marronaro |

| Arbitro: | Facchin (Udine) |

|           |           |  |
| Saini 26’ | Marcatori |  |

| Arbitro: | Tubertini (Bologna) |

|                   |           |  |
| Amodio 66’ (rig.) | Marcatori |  |

| Monza 4 marzo 1984 24ª giornata | Monza            | 0 – 0 | Arezzo | Stadio Gino Alfonso Sada\| Arbitro: \| Benedetti (Roma) \| |
| Arbitro:                        | Benedetti (Roma) |       |        |                                                            |

| Arbitro: | Esposito (Torre del Greco) |

|             |           |  |
| Todesco 68’ | Marcatori |  |

| Arbitro: | Boschi (Parma) |

|  |           |             |
|  | Marcatori | 36’ Lorenzo |

| Arbitro: | Altobelli (Roma) |

|                                         |           |  |
| Vialli 23’, 55’ Finardi 48’ Galvani 50’ | Marcatori |  |

| Monza 1º aprile 1984 28ª giornata | Monza     | 0 – 0 | Padova | Stadio Gino Alfonso Sada\| Arbitro: \| Lamorgese \| |
| Arbitro:                          | Lamorgese |       |        |                                                     |

| Arbitro: | Vitali (Bologna) |

|              |           |            |
| D'Arrigo 71’ | Marcatori | 51’ Lorini |

| Arbitro: | Lombardo (Marsala) |

|             |           |  |
| Colombo 59’ | Marcatori |  |

| Arbitro: | Angelelli (Terni) |

|               |           |          |
| Turchetta 55’ | Marcatori | 37’ Ambu |

| Arbitro: | Luci (Firenze) |

|          |           |  |
| Ambu 28’ | Marcatori |  |

| Arbitro: | Tubertini (Bologna) |

|                            |           |  |
| Magrin 8’, 48’ Pacione 12’ | Marcatori |  |

| Arbitro: | Pellicanò (Reggio Calabria) |

|               |           |  |
| Ambu 18’, 38’ | Marcatori |  |

| Arbitro: | Polacco (Conegliano) |

|            |           |              |
| Lorini 26’ | Marcatori | 46’ Rebonato |

| Arbitro: | Longhi (Roma) |

|                     |           |  |
| Parlanti 69’ (rig.) | Marcatori |  |

| Arbitro: | Barbaresco |

|                            |           |                                        |
| Marronaro 5’, 23’ Ambu 56’ | Marcatori | 33’ Uribe 43’ Valentini 60’ Quagliozzi |

| Arbitro: | Pairetto (Torino) |

|                               |           |  |
| Montesano 64’ De Stefanis 79’ | Marcatori |  |

### Coppa Italia

#### Girone 6
| Arbitro: | Coppetelli (Tivoli) |

|                   |           |            |
| Antonelli Al. 15’ | Marcatori | 4’ Pessina |

| Arbitro: | Sguizzato (Verona) |

|             |           |                        |
| Colombo 35’ | Marcatori | 34’ (rig.) De Stefanis |

| Arbitro: | Lo Bello (Siracusa) |

|                        |           |                           |
| Antonelli 11’ Elòi 61’ | Marcatori | 89’ Colombo 90’ Fontanini |

| Arbitro: | Angelelli (Terni) |

|                    |           |                           |
| Ambu 20’ Ronco 71’ | Marcatori | 13’ Schachner 88’ Dossena |

| Monza 4 settembre 1983 5ª giornata | Monza         | 0 – 0 | Lanerossi Vicenza | Stadio Gino Alfonso Sada\| Arbitro: \| Testa (Prato) \| |
| Arbitro:                           | Testa (Prato) |       |                   |                                                         |

## Statistiche

### Statistiche di squadra
| Competizione | Punti | In casa | In casa | In casa | In casa | In casa | In casa | In trasferta | In trasferta | In trasferta | In trasferta | In trasferta | In trasferta | Totale | Totale | Totale | Totale | Totale | Totale | DR |
| Competizione | Punti | G       | V       | N       | P       | Gf      | Gs      | G            | V            | N            | P            | Gf           | Gs           | G      | V      | N      | P      | Gf     | Gs     | DR |
| ------------ | ----- | ------- | ------- | ------- | ------- | ------- | ------- | ------------ | ------------ | ------------ | ------------ | ------------ | ------------ | ------ | ------ | ------ | ------ | ------ | ------ | -- |
| Serie B      | 35    | 19      | 10      | 7       | 2       | 20      | 9       | 19           | 1            | 6            | 12           | 9            | 25           | 38     | 11     | 13     | 14     | 29     | 34     | -5 |
| Coppa Italia | 5     | 3       | 0       | 3       | 0       | 3       | 3       | 2            | 0            | 2            | 0            | 3            | 3            | 5      | 0      | 5      | 0      | 6      | 6      | 0  |
| Totale       |       | 22      | 10      | 10      | 2       | 23      | 12      | 21           | 1            | 8            | 12           | 12           | 28           | 43     | 11     | 18     | 14     | 35     | 40     | -5 |

### Statistiche dei giocatori
| Giocatore     | Serie B  | Serie B | Coppa Italia | Coppa Italia | Totale   | Totale |
| Giocatore     | Presenze | Reti    | Presenze     | Reti         | Presenze | Reti   |
| ------------- | -------- | ------- | ------------ | ------------ | -------- | ------ |
| S. Albi       | 5        | 0       | ?            | ?            | 5+       | 0+     |
| C. Ambu       | 29       | 6       | ?            | ?            | 29+      | 6+     |
| L. Andreoni   | 1        | 0       | ?            | ?            | 1+       | 0+     |
| M. Billia     | 5        | 0       | ?            | ?            | 5+       | 0+     |
| M. Bolis      | 33       | 0       | ?            | ?            | 33+      | 0+     |
| A. Colombo    | 36       | 1       | ?            | ?            | 36+      | 1+     |
| R. Fontanini  | 34       | 1       | ?            | ?            | 34+      | 1+     |
| A. Gasparini  | 38       | 0       | ?            | ?            | 38+      | 0+     |
| V. Guida      | 26       | 0       | ?            | ?            | 26+      | 0+     |
| G. Lorini     | 26       | 4       | ?            | ?            | 26+      | 4+     |
| L. Marronaro  | 36       | 7       | ?            | ?            | 36+      | 7+     |
| P. Mascella   | 12       | -9      | ?            | ?            | 12+      | -9+    |
| G. Papais     | 27       | 2       | ?            | ?            | 27+      | 2+     |
| E. Peroncini  | 30       | 3       | ?            | ?            | 30+      | 3+     |
| E. Pessina    | 12       | 0       | ?            | ?            | 12+      | 0+     |
| M. Ronco      | 38       | 3       | ?            | ?            | 38+      | 3+     |
| C. Rossi      | 3        | 0       | ?            | ?            | 3+       | 0+     |
| F. Saini      | 37       | 1       | ?            | ?            | 37+      | 1+     |
| M. Saltarelli | 29       | 0       | ?            | ?            | 29+      | 0+     |
| S. Serandrei  | 1        | 0       | ?            | ?            | 1+       | 0+     |
| A. Torresin   | 26       | -25     | ?            | ?            | 26+      | -25+   |